# زواج المثليين في الدنمارك
أصبح زواج المثليين قانونياً في الدنمارك بتاريخ 15 يونيو عام 2012. وافق البرلمان الدنماركي على مشروع قانون قدمته حكومة هيلي تورنينج-شميت بتاريخ 7 يونيو عام 2012، وحصل على الموافقة الملكية من الملكة مارغريت الثانية يوم 12 يونيو عام 2012. كان سابقاً يتم الاعتراف القانوني بالأزواج من نفس الجنس عبر الشراكات المسجلة مابين عامي 1989 و2012. تعد الدنمارك البلد الحادي عشر عالمياً والثامن أوروبيا التي تشرع زواج المثليين.
كما يعد الزواج من نفس الجنس قانويناً في البلدين الآخرين المنتميتان لمملكة الدنمارك الذين يتمتعان بحكم ذاتي، وهما:
- في جرينلاند تمت الموافقة على التشريع القاضي بالسماح بزواج المثليبن في برلمان جرينلاند بتاريخ 26 مايو 2015. وصادق عليه البرلمان الدنماركي بتاريخ 19 يناير عام 2016 ودخل القانون حيز التنفيذ بتاريخ 1 أبريل عام 2016.[3][4][5]
- في جزر فارو، وافق برلمان جزر فارو على التشريع بتاريخ 29 أبريل 2016.[6] وصادق البرلمان الدنماركي عليه بتاريخ 25 أبريل عام 2017 وحصل على الموافقة الملكية يوم 3 مايو عام 2017.[7][8][9] ودخل القانون حيز التنفيذ بتاريخ 1 يوليو عام 2017.[10]

## التاريخ

### الدنمارك

#### الشراكة المسجلة
تم إنشاء الشراكات المسجلة بموجب قانون صدر في 7 يونيو 1989، وهو أول قانون من نوعه في العالم، ودخل حيز التنفيذ في 1 أكتوبر 1989. فشلت ثلاث محاولات لتوسيع القانون في مايو 2003، وأخرى في يونيو 2003، وأخرى في يونيو 2006 في البرلمان. تم توسيع القانون بنجاح في يونيو 2009 وفي مايو 2010. وفي مايو 2010.
تشتمل الشراكات المسجلة تقريبا على نفس حقوق الزواج تقريبا. كانت جميع الحقوق والواجبات القانونية والمالية مثل تلك المتعلقة بالزواج من الجنس الآخر، مع الاستثناءين التاليين:
- القوانين التي تشير بوضوح إلى جنس الزوجين لا تنطبق على الشراكات المسجلة
- لم تطبق اللوائح المنصوص عليها في المعاهدات الدولية ما لم يتفق جميع الموقعين.

يتبع الطلاق للشركاء المسجلين نفس القواعد مثل الطلاق للأزواج المغايرة. كان على الشركاء المسجلين تلبية أحد متطلبات الإقامة التالية لتشكيل شراكة: (1) يجب أن يكون أحد الشركاء مواطناً دنماركياً وأن يكون مقيماً في الدنمارك، أو (2) يجب أن يكون كلا الشريكين مقيمين في الدنمارك لمدة عامين. تمت معاملة مواطني فنلندا وأيسلندا والنرويج كمواطنين دانمركيين لأغراض متطلبات الإقامة. بالإضافة إلى ذلك، يمكن لوزير العدل أن يأمر بمعاملة مواطن من أي بلد آخر لديه قانون شراكة مسجلة شبيه بالدانمرك كمواطن في دنماركي.
في عام 2006، تم منح كل من الأفراد والزوجات المثليات الحق في الحصول على علاج التلقيح الاصطناعي.
في 17 مارس 2009، قدم البرلمان الدنماركي مشروع قانون يمنح الأزواج المثلية في الشراكات المسجلة الحق في التبني بشكل مشترك. تمت الموافقة على هذا القانون في 4 مايو 2010 ودخل حيز التنفيذ في 1 يوليو 2010.
كانت الشراكة المسجلة تتم بحفل مدني فقط، لكن كنيسة الدنمارك سمحت للكهنة بأداء مباركات لشراكات الأزواج المثلية.
في 15 يونيو 2012، تم إلغاء قانون الشراكة المسجلة واستبداله بقانون الزواج الجديد المحايد من حيث النوع الاجتماعي.

#### زواج المثليين
في عام 2006، قدم خمسة نواب من «الحزب الليبرالي الاجتماعي» قراراً يطالب الحكومة بصياغة قانون زواج محايد جنسيا. تمت مناقشة القرار في البرلمان وعارضه أعضاء الائتلاف الحاكم المحافظ. جادلت وزيرة الأسرة، «كارينا كريستنسن»، بأن الشركاء المسجلين لديهم بالفعل نفس الحقوق مثل الشركاء المتزوجين باستثناء القدرة على الزواج في الكنيسة، وبالتالي فإن الزواج المحايدة جنسيا غير ضروري.
في كانون الثاني/يناير 2008، دعا مقرر المساواة في «الحزب الليبرالي الاجتماعي»، «لون ديبجور»، مرة أخرى إلى زواج محايد جنسانيا (بالدنماركية: kønsneutrale ægteskab)‏ كما أيدت عمدة كوبنهاغن للثقافة والترفيه، «بيا أليرسليف»، من حزب فينستر الليبرالي الحاكم حينها، علانية زواج المثليين، كما أيده أيضا رئيسة بلدية كوبنهاغن، ريت بييرغارد.
في يونيو/حزيران 2010، ناقش البرلمان الدنماركي مرة أخرى مشروع قانون زواج المثليين الذي اقترحته أحزاب المعارضة. تم رفضه بتصويت 52 صوتا لصالحه وتصويت 57 صوتا ضده (52-57). تم أيضًا رفض الدعوة إلى تقنينه.
في أكتوبر 2011، أعلنت «مانو سارين»، وزيرة المساواة وشؤون الكنيسة في الحكومة الدنماركية الجديدة أن الحكومة تسعى إلى تشريع زواج المثليين بحلول ربيع عام 2012. وفي 18 يناير 2012، نشرت الحكومة مشروعي قانونين. عرض أحد القوانين تعريفاً محايداً جنسيا للزواج والسماح للأزواج المثليين بالزواج إما في مكاتب السجل المدني أو في كنيسة الدنمارك. سيكون للشراكات المسجلة الحالية خيار التحول إلى الزواج، في حين لا يمكن إنشاء شراكات مسجلة جديدة. ووفقًا لمشروع القانون الآخر، سيتم السماح للكهنة الأفراد برفض إجراء الزواج المثلي. كما سيتم السماح للطوائف الدينية الأخرى بزواج المثليين، لكن لن تضطر إلى ذلك. كانت مشاريع القوانين قيد التشاور حتى 22 فبراير 2012.
في 14 مارس 2012، قدمت الحكومة مشروعي القانون إلى البرلمان. تمت الموافقة عليهما في 7 يونيو 2012 وحصلت على الموافقة الملكية في 12 يونيو 2012. دخلت القوانين الجديدة حيز التنفيذ في 15 يونيو 2012. عارض التشريع الجديد كل من «حزب الشعب الدنماركي» و «الحزب المسيحي الديمقراطي»، وهو حزب ديني محافظ، على الرغم من أن هذا الأخير لم يكن ممثلا في البرلمان الدنماركي في ذلك الوقت. وبموجب القانون، يمكن للقسيسين رفض إجراء مباركة زواج مثلي، لكن على الأسقف المحلي أن يرتب بديلاً لذلك في كنائسهم.
عُدلت المادة 1 من «قانون الزواج» (
(باللغة الدنماركية: tesgteskabsloven) ليصبح نصها كما يلي:
Loven finder anvendelse på ægteskab mellem to personer af forskelligt køn og mellem to personer af samme køn.
(عربية: ينطبق القانون على الزيجات بين شخصين مغايرين وبين شخصين مثليين.)
| الحزب السياسي                           | صوت لصالح | صوت ضد | امتنع عن التصويت | غائب (لم يصوت) |
| --------------------------------------- | --------- | ------ | ---------------- | -------------- |
| الحزب الليبرالي                         | 18        | 9      | 2                | 18             |
| G الحزب الاشتراكي الديمقراطي (الدنمارك) | 27        | -      | -                | 17             |
| حزب الشعب الدنماركي                     | -         | 13     | -                | 9              |
| G الحزب الليبرالي الاجتماعي الدنماركي   | 11        | -      | -                | 6              |
| G حزب الشعب الاشتراكي                   |           | -      | -                | 5              |
| تحالف الحمر-الخضر                       | 9         | -      | -                | 3              |
| التحالف الليبرالي                       | 5         | -      | -                | 4              |
| حزب الشعب المحافظ                       | 4         | 2      | -                | 2              |
| حزب مجتمع الشعب                         | -         | -      | -                | 1              |
| حزب السيوموت                            | -         | -      | -                | 1              |
| حزب الاتحاد                             | -         | -      | -                | 1              |
| الحزب الديمقراطي الاجتماعي (جزر فارو)   | -         | -      | -                | 1              |
| العدد الإجمالي                          | 85        | 24     | 2                | 68             |

### جرينلاند
وتم تمديد قانون الشراكة المسجلة في الدانمرك ليشمل جرينلاند في 26 نيسان/أبريل 1996. وكان من المقرر أن يتم النظر في قانون الزواج الدانمركي من قبل برلمان جرينلاند والذي تدعمه من حكومة جرينلاند، في عام 2014، ولكن تم تأجيله إلى عام 2015 بسبب الانتخابات البرلمانية. تمت القراءة الأولى لمشروع قانون زواج المثليين وحقوق التبني في 25 مارس 2015. تمت الموافقة عليه بالإجماع في القراءة الثانية، التي تمت في 26 مايو 2015. كان التصديق على التشريع لازما من قبل البرلمان الدانمركي، الذي منح الموافقة على القانون في 19 يناير 2016. ودخل القانون حيز التنفيذ في 1 أبريل 2016.
أُلغي قانون الشراكة المسجلة في جرينلاند في نفس اليوم الذي دخل فيه قانون زواج المثلييين حيز النفاذ.

### جزر فارو
لم تمتد الشراكات المسجلة في الدنمارك أبدًا إلى جزر فارو، وحتى عام 2017 كانت المنطقة الشمالية الوحيدة التي لم تعترف قانونيا بالعلاقات المثلية. تم تقديم مجموعة من مشاريع قوانين لتمديد قانون الزواج الدنماركي المحايد جنسياً إلى جزر فارو في برلمانها المحلي في 20 نوفمبر 2013، لكن تم رفضها في القراءة الثانية في 13 مارس 2014.
في أعقاب الانتخابات العامة المحلية في جزر فارو في أيلول/سبتمبر 2015، تم تقديم إلى البرلمان مشروعي زواج من نفس الجنس (أحدهما يسمح بزواج المثليين والآخر يسمح بطلاق المثليين المتزوجين). تمت القراءة الأولى لمشاريع القوانين في 24 نوفمبر 2015. في 26 أبريل 2016، بعد قدر كبير من المناقشة البرلمانية، أقر مشروع قانون الزواج المثلي الجنس قراءته الثانية بتصويت 19 صوتا لصالح وتصويت 14 صوتا ضد (19-14). تم تمرير مشروع القانون في القراءة النهائية يوم 29 أبريل 2016. وصوت البرلمان الدانمركي بالإجماع على التصديق على التغييرات التي أُدخلت على قانون الزواج الخاص به في 25 أبريل 2017. وقد سمح وزير العدل لاحقًا بدخول القانون حيز التنفيذ في 1 يوليو 2017، بعد إجراء بعض التعديلات الطفيفة فيما يتعلق بكنيسة جزر الفارو.
صدر قانون يُعفي كنيسة جزر فارو من مباركة زواج المثليين في البرلمان الفاروي في 30 أيار/مايو ودخل حيز النفاذ في 1 تموز/يوليو 2017، إلى جانب قانون الزواج. تم عقد أول زواج مثلي في جزر فارو في 6 سبتمبر 2017.

### التأثير
أظهرت دراسة أجراها المعهد الدانمركي للأبحاث لمنع الانتحار، والتي نُشرت في عام 2019، أن تقنين زواج المثليين، وكذلك السياسات والتشريعات الداعمة الأخرى، قللت من معدل الانتحار بين الشركاء المثليين. وجدت الدراسة التي أجريت في كل من السويد والدنمارك انخفاضًا بنسبة 46% في حالات الانتحار بين الأشخاص المثليين بين الفترتين 1989-2002 و 2003-2016، مقارنة بـ 28% بين الأزواج المغايرين.

### الإحصاءات
وترد في الجدول أدناه إحصاءات زواج المثليين في الدنمارك (باستثناء غرينلاند وجزر فارو).
| السنة | حالات الزواج بين الرجال | حالات الزواج بين النساء | مجموع حالات زواج المثليين | مجموع حالات الزواج | % حالات زواج المثليين |
| ----- | ----------------------- | ----------------------- | ------------------------- | ------------------ | --------------------- |
| 2012  | 104                     | 164                     | 268                       | 28,503             | 0.94%                 |
| 2013  | 129                     | 234                     | 363                       | 27,503             | 1.32%                 |
| 2014  | 155                     | 209                     | 364                       | 28,331             | 1.28%                 |
| 2015  | 163                     | 208                     | 371                       | 28,853             | 1.29%                 |
| 2016  | 160                     | 218                     | 378                       | 30,767             | 1.23%                 |
| 2017  | 190                     | 246                     | 436                       | 31,777             | 1.37%                 |
| 2018  | 187                     | 293                     | 480                       | 32,525             | 1.48%                 |

## استطلاعات الرأي
وجد استطلاع يوغوف تم إجراءه في الفترة الممتدة ما بين 27 ديسمبر 2012 حتى 6 يناير 2013 أن نسبة 79% من الدنماركيين يؤيدون زاواج المثليين فيما كانت نسبة 16% معارضة له، أما النسبة المتبقية البالغة 6% فلم يكن لديها رأي في هذا الموضوع. كما أظهر نفس الاستطلاع أن 59% من الدنماركيين أيدوا تبني المثليين للأطفال، بينما عارضت ما نسبته 31% ذلك في حين كان 11% لا رأي لهم في الموضوع.
وجد استطلاع أجرته مؤسسة غالوب في جزر فارو في مايو 2013 أن 68% يؤيدون الزواج المدني للأزواج المثليين، مع 27% ضد و 5% لم تقرر. أظهرت جميع المناطق دعم الأغلبية ولم يكن لدى أي الفئات العمرية معارضون أكثر من المؤيدين.
كشف استطلاع للرأي أجرته غالوب يعود لشهر مايو من عام 2013 في جزر فارو أن نسبة 62% ممن شملهم الاستطلاع أبدوا دعمهم لزواج المثليين. كما أظهر الاستطلاع وجود فروقات في الآراء حسب المنطقة فكانت نسبة المؤيدون أعلى (فوق 70%) على جزيرة ستريموي التي تقع فيها العاصمة توشهافن، أما الجزر الشمالية من الأرخبيل فبلغت فيها نسبة التأييد 42% وفي جزيرة «إيستوروي» بلغت نسبة المؤيديين 48%.
أفاد استطلاع آخر للرأي أجري في جزر فارو في شهر أغسطس من عام 2014، وشمل 600 شخص سؤلوا حول رأيهم تجاه الزواج المدني للمثليين. نسبة 61% دعمت الفكرة من أصل 600 شخص، في حين عارضها 32% ولم يبدي 7% من الأشخاص رأيهم في القضية.
ووجد استطلاع يعود لعام 2015 أجراه إستطلاع يوروباروميتر أن نسبة 87% من الشعب الدنماركي تدعم زواج المثليين، بينما يعترض 9% عليها ولم يبدي 4% رأياً في الأمر.
أظهر استطلاع أجراه مركز بيو للأبحاث خلال الفترة الممتدة ما بين أبريل وأغسطس من عام 2017 ونُشِرَ في مايو 2018، أن 86% من السويديين يؤيدون زواج المثليين، ونسبة 9% يعارضونه و 5% لا يعرفون أو يرفضون الإجابة. وعند تقسيم ممن شملهم الاستطلاع تبعاً للدين؛ فإن نسب تأييد حق زواج المثليين توزعت بنسبة 92% من الأشخاص غير المرتبطين بأي دين، و87% من المسيحيين غير الممارسين للشعائر الدينية و74% من المسيحيين المرتادين للكنائس. كانت نسبة معارضة زواج المثليين 6% فقط من قبل من هم في الفئة العمرية مابين 18-34.
وجد إستطلاع يوروباروميتر لعام 2019 أن 89% من الدنماركيين اعتقدوا أنه ينبغي السماح بزواج المثليين في جميع أنحاء أوروبا، بينما عارض 8% ذلك.